# بلکمار
بلکمار (به آلمانی: Bleckmar) یک منطقهٔ مسکونی در آلمان است که در برگن (منطقه سله) واقع شده‌است. بلکمار ۵۷۹ نفر جمعیت دارد.